# Borknagar
Borknagar — викинг/блэк-металическая группа из Норвегии. Единственным постоянным участником Borknagar является гитарист и автор текстов Эйстейн Брюн, в разное время в группе играли известные музыканты из таких групп, как Ulver, Gorgoroth, Solefald, Enslaved и Dimmu Borgir, что позволяет называть Borknagar супергруппой. По состоянию на 2019 год Borknagar выпустили одиннадцать студийных альбомов.

## История

### Создание группы и альбомBorknagar(1995—1996)
Эйстейн Брюн в начале 1990-х был вокалистом и гитаристом в дэт-металической группе Molested. Потеряв интерес к дэт-металу, он распустил Molested и создал Borknagar. Брюн интересовался блэк-металом, ещё когда играл в Molested, и с Borknagar он стал писать музыку, тяготевшую к блэк-металу. Слово Borknagar придумал Брюн: однажды он услышал сказку о человеке, который лез на гору Лохнагар (реально существующая гора в Шотландии), и переделал название горы в Borknagar. Существует легенда, что название группы было образовано путём прибавления буквы B к анаграмме слова Ragnarök, но сам Брюн опроверг её.
Первой записью группы стал альбом Borknagar, вышедший 3 августа 1996 года, полностью исполненный на норвежском. В первый состав помимо Брюна входили вокалист Кристофер «Гарм» Рюгг (Ulver, Arcturus), бас-гитарист Инфернус (Gorgoroth), ударник Эрик «Грим» Брёдрешифт (Immortal) и клавишник Ивар Бьорнсон (Enslaved). В альбоме сочетались мелодичное звучание, тем не менее в русле блэк-метала, элементы фолка, «эпическая» атмосфера и использовавшийся в некоторых песнях чистый, «оперный», вокал Рюгга. После этого Borknagar подписали контракт с крупным лейблом Century Media Records. Инфернуса сменил басист Кай Лие.

### Викинг-метал-период (1997—2000)
Во втором альбоме The Olden Domain музыка Borknagar заметно отдалилась от блэк-метала: группа отказалась от «сырого» блэкового звучания, присутствовавшего в первом альбоме, бо́льшую роль играли клавишные и чистый вокал. Критики отмечали, что Borknagar создали свой собственный стиль. Продюсером The Olden Domain был Вольдемар Сорыхта, уже зарекомендовавший себя работой с Tiamat, Samael и Moonspell, которые тоже имели контракты с Century Media.
За выходом альбома последовал европейский тур с Hecate Enthroned, Rotting Christ и Old Man's Child. Накануне тура Borknagar остались без вокалиста: ушёл Рюгг. Но он же порекомендовал в качестве замены Симэна «ICS Vortex» Хестнеса, на тот момент лидера дум-металлической группы Lamented Souls, который уже отметился в качестве вокалиста в альбоме Arcturus La Masquarade Infernale, где работал вместе с Рюггом. Одновременно к группе присоединился второй гитарист Йенс Рюланд. Весной 1998 года Borknagar выступили как разогревающая группа в туре с In Flames и Morbid Angel.

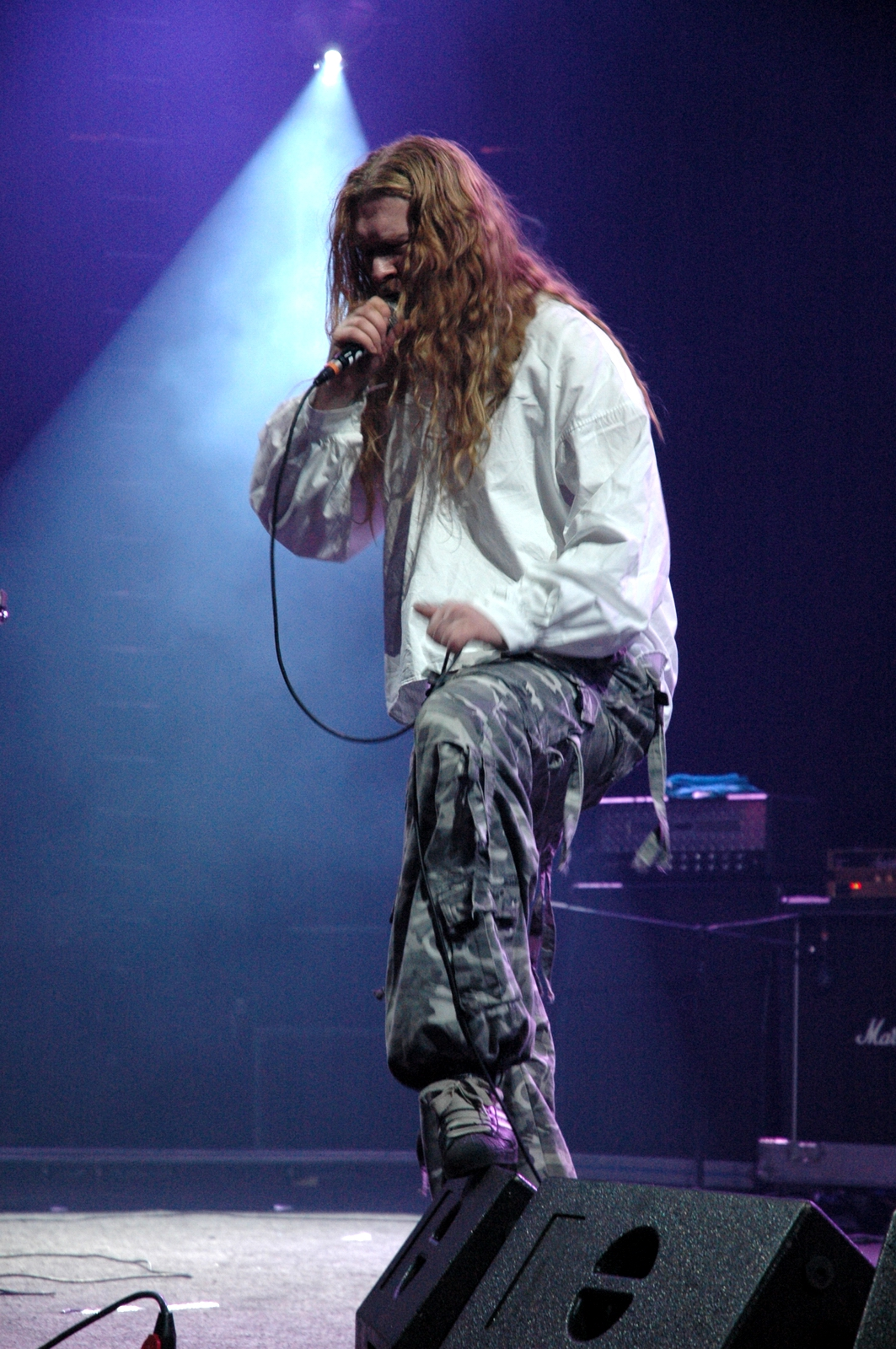
Симэн «ICS Vortex» Хестнес

ICS Vortex пел на следующих двух альбомах, The Archaic Course (1998 год) и Quintessence (2000 год). The Archaic Course продолжал направление, взятое на The Olden Domain — викинг-метал с широким использование клавишных инструментов и чистого вокала. После записи альбома и выступления на Wacken Open Air в мае 1998 года группу покинули Лие и Грим (последний покончил с собой 4 октября 1999 года). Затем прошёл тур с Cradle of Filth, Napalm Death и Krisiun, на время которого бас-гитаристом стал ICS Vortex, а ударником — Джастин Гривз из британской сладжевой группы Iron Monkey. В 1999 году Borknagar вместе с Emperor, Peccatum, Witchery и Divine Empire провели успешное турне по Северной Америке. Вместе с Брюном, Хестнесом и Рюландом членом группы стал клавишник Ларс Недланд (Solefald), на ударных играл Николас Баркер из Cradle of Filth.
Альбом Quintessence (2000 год), записанный в студии Петера Тэгтгрена Abyss, ознаменовал, с одной стороны, движение в направлении прогрессивного метала, а с другой, возвращение к блэк-металу времен первого альбома, этим объясняется и почти полное отсутствие чистого вокала и упрощение риффов. Важную роль в написании музыки сыграл клавишник Недланд. Ударником стал Асгейр Микельсон. Брюн в интервью говорил, что хотел записать более сырой и резкий альбом с преобладанием скриминга. Был запланирован совместный тур с Mayhem, но он не состоялся: ICS Vortex решил сосредоточиться на работе с Dimmu Borgir и ушёл из Borknagar.

### Период с Винтерсоргом (2000—)
В ноябре 2000 года был найден новый певец — Андреас «Винтерсорг» Хедлунд, известный по сольному проекту Vintersorg и работе в Otyg. Как и предыдущие вокалисты, он сочетает чистый вокал и скрим. Басистом стал Ян Эрик Торгерсен. С ними Borknagar выступили на фестивале Inferno в Осло, а затем записали очередной альбом Empiricism, на котором Borknagar снова продемонстрировали образчик мелодичного блэк-метал-звучания с элементами прогрессива. Характерное атмосферное звучание добавил орган Хаммонда, который использовал Недланд. За выходом альбома должен был последовать тур с Finntroll, но он не состоялся.
После выхода Empiricism у Borknagar наступил перерыв. Брюн и Хедлунд объявили о создании сайд-проекта Ion, Рюланд, Микельсен и Торгерсен сосредоточились на работе в других группах. Правда в августе 2002 года музыканты собрались для выступления на Wacken Open Air. В 2003 году Borknagar снова собрались, чтобы записать альбом Epic. Альбом был записан вчетвером, так как Йенс Рюланд и Эрик Торгерсен оставили группу. Поэтому Брюн записал все гитарные партии, а Микельсон дополнительно к основным обязанностям ударника взял на себя бас-гитару. В июне 2004 года Epic был издан. Тогда же в интервью Брюн говорил о планах по выпуску DVD, который включал бы как записи концертов, так и другие документальные кадры с группой, и акустического альбома в том числе с ремейками старых песен.
Вышедший в 2006 году альбом Origin заметно отличался от предыдущих работ преобладанием акустических инструментов. Виолончель, скрипка и флейта, на которых играли приглашённые музыканты, привнесли в альбом фолковое и классическое звучание. По словам Брюна, Origin — это «не окончательная смена музыкального стиля группы, а скорее музыкальный поиск и вызов как для нас [Borknagar], так и для слушателей» (англ. not a permanent change of the band's musical style, but rather a musical quest and a challenge for us as well as for our audience). Ещё одной особенностью альбома стало то, что каждый из четырёх участников написал текст хотя бы одной песни.
В том же году, но в марте, проект Ion, уже переименованный в Cronian, выпустил свой первый альбом Terra. Стиль Cronian можно охарактеризовать как авангардный метал.
В декабре 2007 года Borknagar подписали контракт на 3 альбома с норвежским лейблом Indie Recordings. Весной 2008 года в группу вернулись Рюланд и Торгерсен, но ушёл ударник Микельсон, позднее его сменил американский музыкант Дэвид Кинклейд. В июле на Cenrury Media вышел сборник For the Elements (1996—2006). На ноябрь 2008 намечено выступление Borknagar на фестивале Screamfest в Осло, на котором также состоится первая церемония вручения Norwegian Metal Awards.
Первый альбом на Indie Recordings, Universal, был выпущен в феврале 2010 года. Релиз планировался на 2009 год, но был отложен по решению лейбла. В июне группу покинул басист Эрик Тиваз, на место которого вернулся ICS Vortex. В отсутствие Винтерсорга, занятого другими проектами, ICS Vortex будет также концертным вокалистом. В январе 2011 года группа и Indie Recordings расторгли контракт, и в марте музыканты подписали контракт на три альбома с Century Media. В апреле 2011 года ICS Vortex официально вернулся в Borknagar.
В январе 2016 года группа выпустила десятый студийный альбом, Winter Thrice, через лейбл Century Media. Запись была произведена в студии Fascination Street Studio. Сам же Брюн в интервью сказал: “Мы очень довольны альбомом по всем аспектам: песням, продакшеном и общим ощущениям. Мы реально поднялись еще на одну музыкальную вершину!”.
В начале 2019 года Винтерсорг по взаимной договорённости покинул группу. В очередном студийном альбоме True North ведущим вокалистом снова стал ICS Vortex.

## Стиль
Borknagar возникли как блэк-металлический проект, но с самого начала в музыке присутствовало влияние фолка. С конца 1990-х группа эволюционировала в сторону прогрессивного метала. Использование мотивов из скандинавской мифологии и сочетание «хаотичного звучания и клавишных мелодий», характерные для Borknagar, выделяют как отличительную черту жанра викинг-метал. В музыкальной прессе стиль Borknagar часто характеризуют как «эпический метал».
По словам Эйстейна Брюна, Borknagar безусловно не является блэк-метал-группой, так как не имеет отношения к сатанизму, хотя определённое влияние блэка в музыке группы присутствует. Сам он определил звучание группы как сочетание эпичности, атмосферности, мощи и прогрессивности. Среди исполнителей, оказавших влияние на него и музыку Borknagar, Брюн называет Bathory, особенно альбом Hammerheart, и Pink Floyd.

## Участники

### Текущий состав
- Эйстейн Брюн — гитара (1995—)
- Ларс Недланд — клавишные, синтезатор, орган Хаммонда, фортепиано, бэк-вокал (1999—)
- Симэн Хестнес (ICS Vortex) — вокал, бас-гитара (1997—2000, 2010-)
- Йостейн Томассен — гитара (2019—)
- Бьорн Дугстад Рённов — ударные (2018—)

### Бывшие участники
- Кристофер Рюгг (Гарм) — вокал (1995—1997)
- Роджер Тиегс (Инфернус) — бас-гитара (1995—1996)
- Эрик Брёдрешифт (Грим) — ударные (1995—1998)
- Ивар Бьорнсон — клавишные (1995—1998)
- Кай Лие — бас-гитара (1996—1998)
- Асгейр Микельсон — ударные, бас-гитара на Epic, оформление альбомов (1999—2008)
- Ян Эрик Торгерсен (Тюр) — бас-гитара (2000—2003, 2006—2010)
- Дэвид Кинклейд — ударные (2008—2011)
- Борд Кольстад — ударные (2012—2018)
- Йенс Рюланд — гитара (1997—2003, 2007—2018)
- Андреас Хедлунд (Винтерсорг) — вокал (2000—2019)

## Дискография

### Студийные альбомы
| Год  | Дата выхода | Название                | Лейбл             |
| ---- | ----------- | ----------------------- | ----------------- |
| 1996 | 3 августа   | Borknagar               | Malicious Records |
| 1997 | 18 августа  | The Olden Domain        | Century Media     |
| 1998 | 20 октября  | The Archaic Course      | Century Media     |
| 2000 | 17 апреля   | Quintessence            | Century Media     |
| 2001 | 22 октября  | Empiricism              | Century Media     |
| 2004 | 29 июня     | Epic                    | Century Media     |
| 2006 | 30 октября  | Origin                  | Century Media     |
| 2010 | 22 февраля  | Universal               | Indie Recording   |
| 2012 | 26 марта    | Urd                     | Century Media     |
| 2016 | 22 января   | Winter Thrice           | Century Media     |
| 2019 | 27 сентября | True North              | Century Media     |
| 2024 | 23 февраля  | Fall (альбом Borknagar) | Century Media     |

### Сборники
| Год  | Дата выхода | Название                     | Лейбл         |
| ---- | ----------- | ---------------------------- | ------------- |
| 2008 | 22 июля     | For The Elements (1996-2006) | Century Media |